# 想见你父母
《想见你父母》（韓語：니 부모 얼굴이 보고 싶다）是一部2022年上映的韩国剧情片，改编自日本剧作家畑澤聖悟的同名舞台剧，由《华丽的休假》《摩天楼》的导演金志勋执导，薛耿求、吳達秀、文素利、千禹熙主演。剧情讲述一个自杀的学生在遗书中留下了4个人的名字，以及父母为了被指控为加害者的孩子而掩盖事件的丑恶面孔，2022年4月27日在韩国上映。

## 演员阵容

### 主要人物
- 薛耿求 饰演 姜浩昌
- 吳達秀 饰演 都志烈
- 千禹熙 饰演 宋贞玉
- 文素利 饰演 建宇的母亲

### 其他人物
- 高昌錫 饰演 郑老师
- 金洪發 饰演 朴武泽
- 姜信一 饰演 校长
- 南基愛 饰演 奎范的奶奶
- 李美恩（朝鲜语：이미은） 饰演 伊登的母亲
- 李智恩（朝鲜语：이지은 (1978년)） 饰演 润才的母亲
- 成侑彬 饰演 姜汉杰
- 刘在尚（朝鲜语：유재상） 饰演 金建宇
- 鄭惟安 饰演 都润才
- 郑泽玄 饰演 郑伊登
- 朴振宇 饰演 朴奎范
- 盧正義 饰演 南芝好
- 全国香（朝鲜语：전국향） 饰演 贞玉的母亲
- 朴明申（朝鲜语：박명신） 饰演 警察署长
- 郑胜吉（朝鲜语：정승길） 饰演 李警察
- 孙善（朝鲜语：손산） 饰演 黄老师
- 李承勋（朝鲜语：이승훈 (1969년)） 饰演 法官
- 尹敬浩 饰演 检察官
- 尹敦善 饰演 申组长
- 郑道元（朝鲜语：정도원） 饰演 主管医生
- 崔熙真 饰演 女教官
- 李娜拉（朝鲜语：이나라） 饰演 汉杰的母亲

### 特别出演
- 崔善子（朝鲜语：최선자） 饰演 钓鱼场超市奶奶
- 李奉奎（朝鲜语：이봉규 (배우)） 饰演 钓鱼的老爷爷
- 金盛吳 饰演 手机修理店老板
- 金善姬 饰演 电台主播

## 制作
成侑彬所饰演的姜汉杰一角最初邀请尹燦榮出演，但其最终没能加盟此片。此片原定于2018年上映，但受主演之一吳達秀的性骚扰事件影响，上映计划被无限期推迟，直至4年后的2022年才得以走进影院。

### 主体拍摄
主体拍摄于2017年5月29日开始进行，8月27日在忠清北道清州杀青。

## 发行
随着二十世纪影业并入华特迪士尼旗下后退出韩国电影市场，此片发行事宜转由新世界集团旗下文化内容子公司Mindmark负责。
此片2022年4月27日起在韩国院线上映，6月1日通过Disney+上线流媒体平台。